# Herman van Raalte
Herman van Raalte (Hengelo, 8 de abril de 1921 - Ámsterdam, 3 de abril de 2013) fue un jugador de fútbol profesional holandés que jugaba en la demarcación de portero.

## Biografía
Van Raalte debutó como futbolista en el club natal de su ciudad HVV Hengelo en los años 1930 y 1940 antes de unirse a las filas del club de Ámsterdam Blauw-Wit durante la Segunda Guerra Mundial. Con el Blauw-Wit llegó a jugar la final de la Eredivisie en la temporada 1949/1950. También jugó para el B.V.C. Amsterdam y el V.V. Leeuwarden, siendo este último el club en el que se retiró en 1960.

## Carrera internacional
Van Raalte jugó su primer y único partido con la selección de fútbol de los Países Bajos el 21 de noviembre de 1948 en un partido amistoso contra la selección de fútbol de Bélgica.

## Retiro y muerte
Tras su carrera deportiva como futbolista, se convirtió en un mercader textil. Van Raalte falleció tras una infección bacterial tras una cirugía de cadera el 3 de abril de 2013 a la edad de 91 años. Llegó a ser la persona viva más anciana internacional con la selección neerlandesa.

## Clubes
| Club             | País         | Año         |
| ---------------- | ------------ | ----------- |
| HVV Hengelo      | Países Bajos | ¿? - ¿?     |
| Blauw-Wit        | Países Bajos | 1942 - 1954 |
| B.V.C. Amsterdam | Países Bajos | 1954 - 1957 |
| Blauw-Wit        | Países Bajos | 1957 - 1959 |
| V.V. Leeuwarden  | Países Bajos | 1959 - 1960 |